# Антиох от Аскалон
Антиох от Аскалон е древногръцки философ, ученик на Филон Лариски. Учител е на Цицерон и е част от ново поколение еклектици сред платониците. Опитва се да съчетае идеите на стоиците и перипатетиците с тези на платонизма и за разлика от Филон смята, че умът може да различава истина и лъжа. Според Антиох това е ново връщане към идеите на старата академия. С него започва фаза във философията известна като Среден платонизъм.

## Живот
Роден в Ашкелон. Бил е приятел на Лукул и учител на Цицерон по време на ученето му в Атина през 79 г. пр. Хр. Антиох е имал школа в Александрия, както и в Сирия, където изглежда е умрял. Антиох е философ с добро име по своето време, например Страбон описвайки Ашкелон споменава, че там е роден Антиох, като факт, отличаващ града, а Цицерон често говори за него по един уважителен начин и като за най-добрия и мъдрия от членовете на Академията, както и че е най-бляскавия и проницателен философ на своята епоха.
Учи при стоика Мнесарх от Атина, но неговия принципен учител е Филон Лариски, който наследява Клитомах, като сколарх на академията. Антиох е по-известен като противник на Филон, отколкото като негов ученик, а Цицерон споменава трактат наречен Sosus, написан от него срещу учителя му, в който той отхвърля скептицизма на академиците. Друго неговото произведение наречено Canonica е цитирано от Секст Емпирик и е трактат по логика.
Антиох е наречен основател на „петата академия“, както Филон е наричан основател на четвъртата. Това разделение е направено точно преди Първата Митридатова война, започнала през 88 г. пр. Хр и довела до разрушаването на академията през 86 г. пр. Хр. По товра време Антиох живее в Александрия. Завръща се в Атина по времето, когато Цицерон учи там през 79 г. пр. Хр. и умира около 68 г. пр. Хр.